# Schizodon knerii
Schizodon knerii är en fiskart som först beskrevs av Steindachner, 1875.  Schizodon knerii ingår i släktet Schizodon och familjen Anostomidae. Inga underarter finns listade i Catalogue of Life.